# Inundación de Porto Alegre de 1941

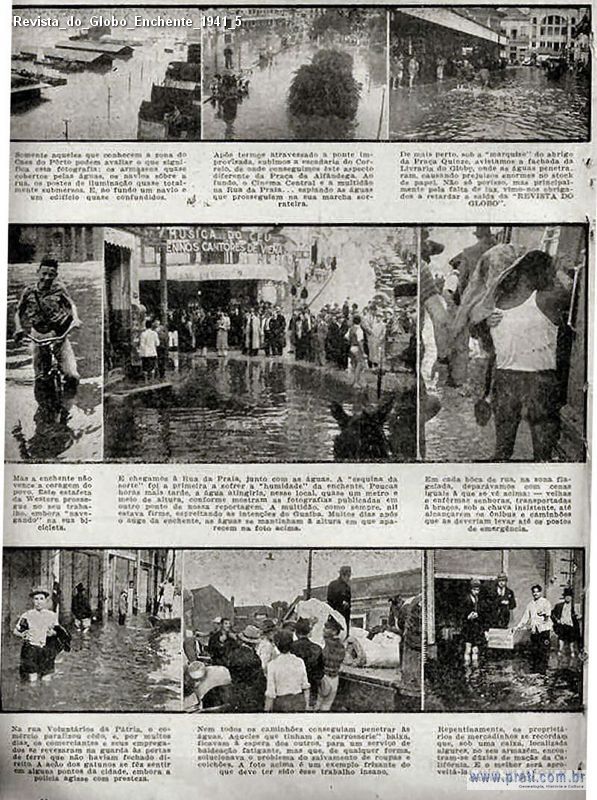
Fotografías publicadas por la Revista do Globo de las inundaciones en Río Grande del Sur, Brasil.

La inundación de 1941 (en portugués Enchente de 1941) fue la mayor inundación registrada en la historia de la ciudad brasileña de Porto Alegre, capital del estado de Río Grande del Sur. Durante los meses de abril y mayo de dicho año, la precipitación sumó 791 milímetros. Dejó 70 mil damnificados sin energía eléctrica ni agua potable. Las aguas del río Guaíba alcanzaron la cota récord de 4,75 metros y la probabilidad en años de que esta situación se repitiera fue estimada en 370 años.
Las inundaciones causadas por el río Guaíba se deben a factores ambientales interrelacionados, principalmente por las lluvias intensas que ocurren en las cabeceras de sus afluentes, en conjunto con el efecto de represa que se forma por el viento proveniente del sur.
Luego de la inundación, el arroyo Diluvio fue canalizado, se construyó el Muro da Mauá y se instaló un sistema de drenaje, para evitar que el problema se repitiera en el futuro. Desde entonces, la ciudad no volvió a tener inundaciones de tales proporciones.